# Si te conocieran
Si Te Conocieran es el tercer álbum de estudio lanzado por el cantante argentino de música cristiana Pablo Olivares. El disco fue producido en Estados Unidos por Arturo Allen. En iTunes fue publicado en 2009.

## Lista de canciones
| N.º | Título                             | Duración |  |
| 1.  | «Un nuevo amanecer»                | 4:03     |  |
| 2.  | «Otra gota»                        | 3:28     |  |
| 3.  | «Si te conocieran»                 | 3:01     |  |
| 4.  | «Mamá»                             | 4:35     |  |
| 5.  | «Te llevo en el alma»              | 3:57     |  |
| 6.  | «A pesar de todo»                  | 4:13     |  |
| 7.  | «Cuánto amó»                       | 3:56     |  |
| 8.  | «Yo tuve un sueño»                 | 3:16     |  |
| 9.  | «No estás solo»                    | 3:32     |  |
| 10. | «Creer en ti»                      | 2:30     |  |
| 11. | «Poema de salvación (bonus track)» | 3:13     |  |

## Premios y nominaciones
El disco "Si Te Conocieran" contó con una nominación a los Premios Gardel en el rubro Mejor álbum de música cristiana en el 2010. 
| Año  | Premio         | Categoría                       | Trabajo nominado | Estado   |
| ---- | -------------- | ------------------------------- | ---------------- | -------- |
| 2010 | Premios Gardel | Mejor Álbum de Música Cristiana | Si Te Conocieran | Nominado |